# Ján Greguš
Ján Greguš, né le 29 janvier 1991 à Nitra en Tchécoslovaquie, est un footballeur international slovaque jouant au poste de milieu de terrain à Houston Dynamo.

## Biographie

### Parcours en club

#### Suite en Major League Soccer
Le 20 décembre 2018, il s'engage avec Minnesota United contre 2,15 millions d'euros.
Le 14 novembre 2022, les Earthquakes de San José annoncent que son contrat n'est pas renouvelé. Quelques semaines après le lancement de la saison 2023, il rejoint le Nashville SC. À Nashville, il dispute dix-neuf rencontres avant d'être transféré à Minnesota United le 3 août 2023 et retourne ainsi au club où il a évolué trois saisons entre 2019 et 2021.

### Parcours en sélection
Ján Greguš compte quatre sélections avec l'équipe de Slovaquie depuis 2015.
Il est convoqué pour la première fois en équipe de Slovaquie par le sélectionneur national Ján Kozák, pour un match amical contre la Tchéquie le 31 mars 2014. Il délivre une passe décisive à Ondrej Duda à la 49e minute de jeu. Le match se solde par une victoire 1-0 des Slovaques.
Le 2 juin 2021, il est retenu dans la liste des 26 joueurs slovaques du sélectionneur Štefan Tarkovič pour participer à l'Euro 2020,.

## Palmarès
FK Jablonec
- Finaliste de la Coupe de République tchèque en 2015 et 2016

 FC Copenhague
- Champion du Danemark en 2017 et 2019
- Vainqueur de la Coupe du Danemark en 2017

 Minnesota United
- Finaliste de la Coupe des États-Unis en 2019